# 緑礬
緑礬（りょくばん、英: melanterite）は鉱物（硫酸塩鉱物）の一種。化学組成は硫酸鉄(II)の7水和物（FeSO4・7H2O）。単斜晶系。黄鉄鉱（FeS2）や磁硫鉄鉱（Fe1-xS）などが酸化分解することによって生じる二次鉱物。

## 概要
淡緑色の水溶性鉱物であり、通常、結晶中の鉄イオンの一部は銅イオンなどに置き換えられている。空気中で風解しやすく、また酸化されて3価の鉄を生じ淡黄色の粉末に変化しやすい。その際、鉄六水石（Ferrohexahydrite、FeSO4·6H2O）、シデロチル石（Siderotil、FeSO4·5H2O）、ローゼン石（Rozenite、FeSO4·4H2O）へと変化する。

## 用途
岡山県高梁市の備中緑礬山（後に本山鉱山）・西江邸では、磁硫鉄鉱から緑礬（「ろうは」と呼ばれていた）を人造的につくり、それを焼いて「ローハベンガラ」（酸化鉄(III)、Fe2O3）を製造していた。西江邸には江戸期精製の緑礬・ベンガラが現存する。
{\displaystyle {\ce {2FeSO4\cdot 7H2O->Fe2O3\ +SO2\ +H2SO4\ +13H2O}}}
宝暦4年（1754年）「日本山海名物図会」には緑礬は上品のものは外科の軟膏に、下品は染料と顔料に使用されていたと記述されている。主産地は長州萩、摂州多田銅山、上記の備中緑礬山であった。丹土ベンガラとローハベンガラの化学組成は同様である。中国・明時代の「本草網目」（1596年）では、人造の緑礬を作り、これを焼いて作るのが最も色相がよいと記述されている。こうして得られたベンガラは建造物の外壁塗装材料として多用された。

## 緑礬グループ
- 緑礬(melanterite) : {\displaystyle {\ce {FeSO4\cdot 7H2O}}}
- マラー石(mallardite) : {\displaystyle {\ce {MnSO4\cdot 7H2O}}}
- 赤礬(bieberite) : {\displaystyle {\ce {CoSO4\cdot 7H2O}}}
- boothite : {\displaystyle {\ce {CuSO4\cdot 7H2O}}}
- 亜鉛緑礬(zinc-melanterite) : {\displaystyle {\ce {(Zn,Mn,Mg,Fe)SO4\cdot 7H2O}}}